# 清鎮市
清鎮市（せいちん-し）は中華人民共和国貴州省貴陽市に位置する県級市。

## 歴史
1687年（康熙26年）に威清・鎮区二衛に清鎮県が設置される。1992年に県級市に昇格し現在に至る。

## 行政区画
下部に3街道、6鎮、3民族郷を管轄する。
- 街道
  - 青竜山街道、浜湖街道、巣鳳街道
- 鎮
  - 紅楓湖鎮、站街鎮、衛城鎮、新店鎮、暗流鎮、犁倭鎮
- 民族郷
  - 麦格ミャオ族プイ族郷、王荘プイ族ミャオ族郷、流長ミャオ族郷

## 交通

### 鉄道
- 中国国家鉄路集団
  - 成貴旅客専用線

（成都方面）- 清鎮西駅 -（貴陽方面）

### 道路
- 高速道路
  - 滬昆高速道路
  - 厦蓉高速道路
  - S82 黔大高速道路
- 国道
  - G320国道